# George Harvey (Sportschütze)
George Henry Harvey (* 9. Januar 1878 in Gloucestershire, Vereinigtes Königreich; † 6. Oktober 1960 in Alicedale) war ein südafrikanischer Sportschütze.

## Erfolge
George Harvey nahm an den Olympischen Spielen 1912 in Stockholm und 1920 in Antwerpen teil. 1912 platzierte er sich in vier von fünf Disziplinen im hinteren Teilnehmerfeld, lediglich im Mannschaftswettbewerb mit dem Armeegewehr über vier Distanzen verpasste er als Vierter knapp eine Medaille. 1920 startete er ebenfalls in fünf Disziplinen. Das Ergebnis seiner einzigen Einzel-Teilnahme ist unbekannt. Drei von vier Wettkämpfen beendete Harvey mit der Mannschaft im Mittelfeld aller Teilnehmer. Eine Ausnahme bildete der Wettbewerb mit dem Armeegewehr im liegenden Anschlag über 600 m, bei dem die südafrikanische Mannschaft ebenso wie die US-amerikanische und die schwedische Mannschaft 287 Punkte erzielte, womit es zum Stechen um die drei Medaillenplätze kam. Harvey war mit 58 Punkten wie zwei weitere Mannschaftsmitglieder der zweitbeste Schütze der Mannschaft. In der ersten Runde des Stechens kamen die Schweden lediglich auf 275 Punkte, während die US-Amerikaner und die Südafrikaner mit 283 Punkten erneut punktgleich waren. Im zweiten Stechen setzte sich schließlich die US-amerikanische Mannschaft durch, die 284 Punkte erzielte. Der südafrikanischen Mannschaft gelangen lediglich 279 Punkte, sodass Harvey und seine Mannschaftskollegen Ferdinand Buchanan, David Smith, Frederick Morgan und Robert Bodley die Silbermedaille gewannen.